# Kubizam
Kubizam je umjetnički stil moderne umjetnosti, nastao u Francuskoj od 1907. do 1911. god. Započeo je kao slikarski pokret, ali se odrazio i u kiparstvu, glazbi, književnosti i arhitekturi. Kubizam je imao značajan utjecaj na pojavu apstraktne umjetnosti. Zapravo, smatra se kako je jedan od najutjecajnijih umjetničkih pokreta 20. stoljeća. U užem smislu, kubistička djela se smatraju onima koja su nastala u Parizu (Montmartre, Montparnasse i dr.) od 1911. – 1920-ih, kada su iz njega izrasli drugi pravci kao što su: orfizam, vorticizam, futurizam i konstruktivizam.